# Adonia
Adonia (i 1917 års kyrkobibel Adonija, hebreiska för "Jahve är herre"), Davids fjärde son. Han försökte uttränga Salomo från tronföljden, men företaget omintetgjordes, därigenom att David ännu under sin livstid lät smörja Salomo till konung. När Adonia sedan under dennes regering uppträdde med nya anspråk, blev han på Salomos befallning dödad (1 Kung. 1, 2 kap.)